# Urireo
Urireo es una localidad del estado mexicano de Guanajuato. Es parte del municipio de Salvatierra.

## Toponimia
El nombre «Urireo» proviene del purépecha, su significado es «nariz adelante».

## Demografía
| Gráfica de evolución demográfica |
|                                  |

| Censo | Población |
| ----- | --------- |
| 1900  | 2 035     |
| 1910  | 2 054     |
| 1921  | 2 150     |
| 1930  | 2 528     |
| 1940  | 2 557     |
| 1950  | 2 741     |
| 1960  | 3 262     |
| 1970  | 4 633     |
| 1980  | 7 110     |
| 1990  | 8 047     |
| 2000  | 8 316     |
| 2010  | 8 679     |
| 2020  | 9 383     |